# فهرست شهرهای باهاما
این صفحه فهرستی از شهرهای باهاما است. در جدول زیر نام شهرها، مختصات جغرافیایی، جمعیت آنها براساس سرشماری سال ۱۹۹۰، برآورد جمعیت در سال ۲۰۰۹ و نام جزایر باهاما بیان شده است.

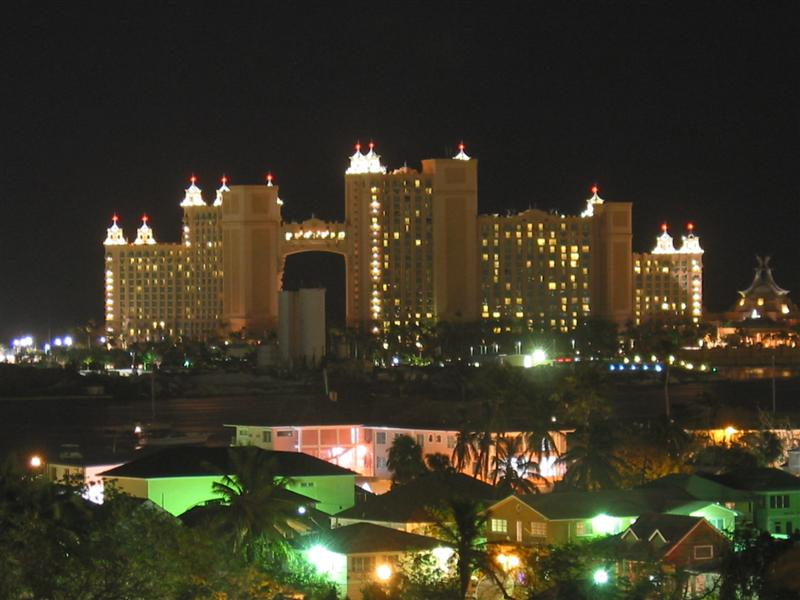
ناسائو

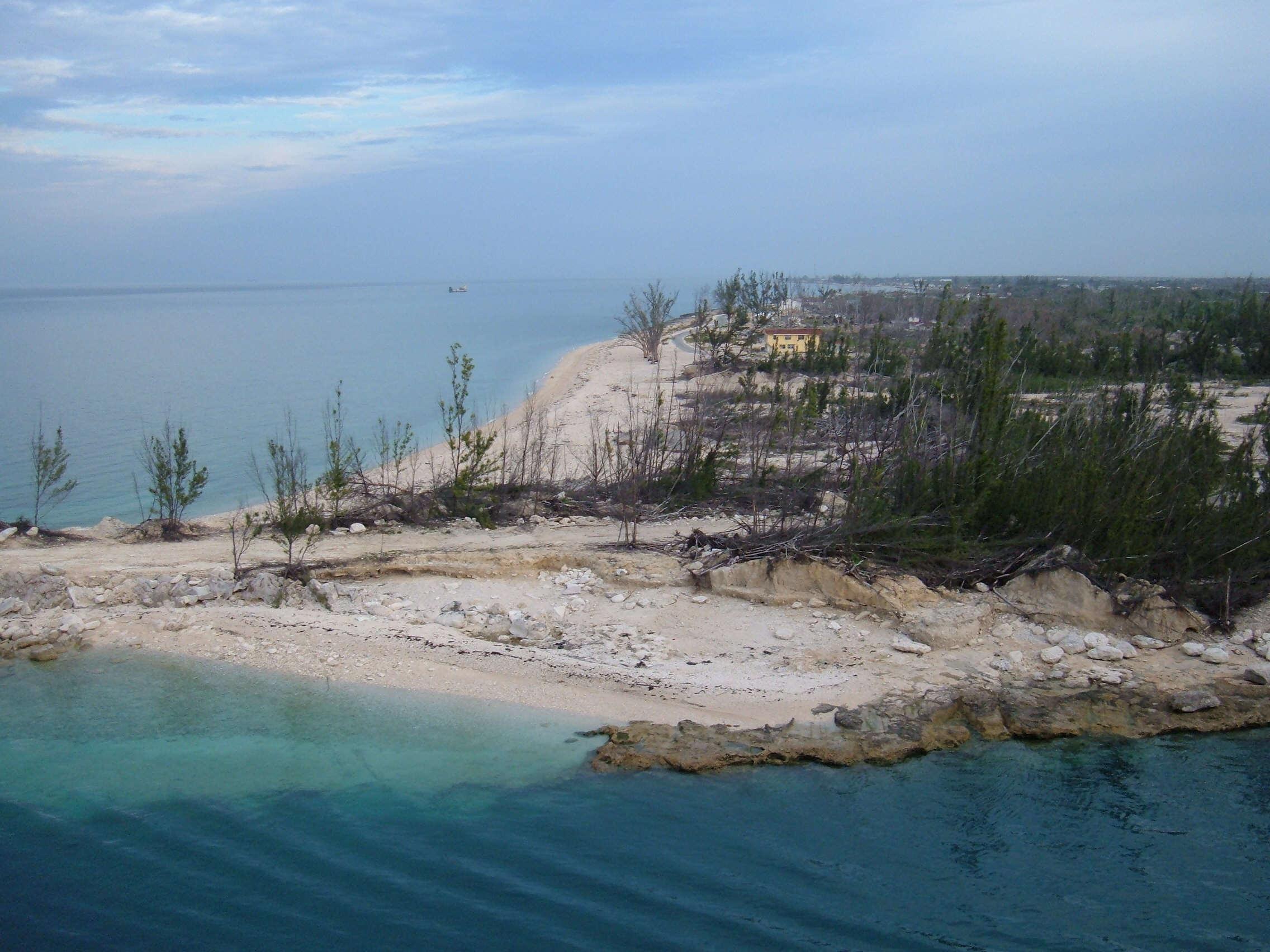
فری‌پورت

| شهر                  | مختصات                                                 | جمعیت (سرشماری ۱۹۹۰) | جمعیت ۲۰۰۹ (برآورد) | جزیره               |
| -------------------- | ------------------------------------------------------ | -------------------- | ------------------- | ------------------- |
| ناسائو               | ۲۵°۰۳′۳۶″شمالی ۷۷°۲۰′۴۲″غربی / ۲۵٫۰۶°شمالی ۷۷٫۳۴۵°غربی | ۱۷۲٬۱۹۶              | ۲۳۸٬۱۳۲             | نیو پروایدنس        |
| فری پورت، باهاما     | ۲۶°۳۲′شمالی ۷۸°۳۸′غربی / ۲۶٫۵۴°شمالی ۷۸٫۶۴°غربی        | ۳۵٬۶۵۰               | ۴۷٬۰۸۵              | گرند باهاما         |
| وست اند، گرند باهاما | ۲۶°۴۱′شمالی ۷۸°۵۸′غربی / ۲۶٫۶۹°شمالی ۷۸٫۹۷°غربی        | ۱۰٬۵۳۵               | ۱۳٬۰۰۴              | گرند باهاما         |
| کوپر تاون            | ۲۶°۵۲′شمالی ۷۷°۳۱′غربی / ۲۶٫۸۷°شمالی ۷۷٫۵۲°غربی        | ۵٬۷۰۰                | ۹٬۰۶۹               | ابکو آیلندز         |
| مارش هاربور          | ۲۶°۳۳′شمالی ۷۷°۰۳′غربی / ۲۶٫۵۵°شمالی ۷۷٫۰۵°غربی        | ۳٬۶۰۰                | ۵٬۷۲۸               | ابکو آیلندز         |
| فری تاون، باهاما     | ۲۴°۴۶′شمالی ۷۶°۱۶′غربی / ۲۴٫۷۷°شمالی ۷۶٫۲۷°غربی        | ۳٬۲۱۰                | ۴٬۲۲۲               | الوترا              |
| های راک              | ۲۶°۳۸′شمالی ۷۸°۱۷′غربی / ۲۶٫۶۳°شمالی ۷۸٫۲۸°غربی        | n/a                  | ۳٬۸۲۷               | گرند باهاما         |
| اندرو تاون           | ۲۴°۴۲′شمالی ۷۷°۴۶′غربی / ۲۴٫۷۰°شمالی ۷۷٫۷۷°غربی        | ۲٬۷۳۰                | ۲٬۳۱۸               | اندرو، باهاما       |
| اسپنیش ولز           | ۲۵°۳۳′شمالی ۷۶°۳۱′غربی / ۲۵٫۵۵°شمالی ۷۶٫۵۲°غربی        | ۱٬۳۷۲                | ۱٬۸۰۵               | الوترا              |
| کلرنس تاون           | ۲۳°۰۶′شمالی ۷۴°۵۹′غربی / ۲۳٫۱۰°شمالی ۷۴٫۹۸°غربی        | ۱٬۷۴۰                | ۱٬۷۰۵               | لانگ آیلند، باهاما  |
| دومور تاون           | ۲۵°۳۰′شمالی ۷۶°۳۸′غربی / ۲۵٫۵۰°شمالی ۷۶٫۶۳°غربی        | ۱٬۲۰۰                | ۱٬۵۷۸               | الوترا              |
| راک ساوند            | ۲۴°۵۴′شمالی ۷۶°۱۲′غربی / ۲۴٫۹۰°شمالی ۷۶٫۲۰°غربی        | ۱٬۱۰۰                | ۱٬۴۴۷               | الوترا              |
| آرتورز تاون          | ۲۴°۴۰′شمالی ۷۵°۴۴′غربی / ۲۴٫۶۶°شمالی ۷۵٫۷۳°غربی        | ۱٬۳۵۰                | ۱٬۲۱۶               | کت آیلند، باهاما    |
| کوک برن تاون، باهاما | ۲۴°۰۲′شمالی ۷۴°۳۱′غربی / ۲۴٫۰۳°شمالی ۷۴٫۵۲°غربی        | ۳۰۰                  | ۱٬۰۴۵               | سان سالوادور آیلند  |
| جورج تاون، باهاما    | ۲۳°۳۱′شمالی ۷۵°۴۷′غربی / ۲۳٫۵۲°شمالی ۷۵٫۷۸°غربی        | ۱٬۰۸۰                | ۱٬۰۳۸               | اگزوما              |
| آلیس تاون            | ۲۵°۴۴′شمالی ۷۹°۱۸′غربی / ۲۵٫۷۴°شمالی ۷۹٫۳۰°غربی        | ۹۰۰                  | ۹۳۶                 | بیمینیز             |
| سوئیتینگ کلی         | ۲۶°۳۶′شمالی ۷۷°۵۳′غربی / ۲۶٫۶۰°شمالی ۷۷٫۸۸°غربی        | ۴۰۰                  | ۴۹۴                 | گرند باهاما         |
| متیو تاون            | ۲۰°۵۸′شمالی ۷۳°۴۱′غربی / ۲۰٫۹۶°شمالی ۷۳٫۶۸°غربی        | ۴۷۰                  | ۴۳۵                 | ایناگوآ             |
| سناگ کورنر           | ۲۲°۳۴′شمالی ۷۳°۵۳′غربی / ۲۲٫۵۶°شمالی ۷۳٫۸۸°غربی        | ۳۸۰                  | ۴۰۲                 | اکلینز              |
| گریت هاربور          | ۲۵°۴۶′شمالی ۷۷°۵۱′غربی / ۲۵٫۷۶°شمالی ۷۷٫۸۵°غربی        | ۳۲۰                  | ۳۸۳                 | بری آیلندز          |
| نیکولز تاون          | ۲۵°۰۸′شمالی ۷۸°۰۱′غربی / ۲۵٫۱۴°شمالی ۷۸٫۰۱°غربی        | n/a                  | ۲۵۵                 | اندرو، باهاما       |
| کلنل هیل             | ۲۲°۴۶′شمالی ۷۴°۱۳′غربی / ۲۲٫۷۷°شمالی ۷۴٫۲۲°غربی        | ۲۹۰                  | ۲۲۴                 | کروکد آیلند، باهاما |
| پیراتس ول            | ۲۲°۲۶′شمالی ۷۳°۰۵′غربی / ۲۲٫۴۳°شمالی ۷۳٫۰۸°غربی        | ۲۷۰                  | ۲۰۱                 | مایاگوآنا           |
| پورت نلسون، باهاما   | ۲۳°۴۰′شمالی ۷۴°۵۰′غربی / ۲۳٫۶۶°شمالی ۷۴٫۸۳°غربی        | ۵۰                   | ۱۰۳                 | رام کلی             |
| دانکن تاون           | ۲۲°۱۱′شمالی ۷۵°۴۴′غربی / ۲۲٫۱۹°شمالی ۷۵٫۷۳°غربی        | ۸۹                   | ۶۳                  | رگد آیلند           |
| آلبرت تاون، باهاما   | ۲۲°۳۶′شمالی ۷۴°۲۱′غربی / ۲۲٫۶۰°شمالی ۷۴٫۳۵°غربی        | ۳۰                   | ۲۳                  | کروکد آیلند         |

## یادداشت
1. ↑  «World Gazetteer: Bahamas: largest cities and towns and statistics of their population». بایگانی‌شده از روی نسخه اصلی در ۵ دسامبر ۲۰۱۲. دریافت‌شده در ۵ دسامبر ۲۰۱۲.